# Die Rückblende
Die Rückblende war eine satirische Hörfunksendung des RIAS, wo sie vom 3. Juni 1954 bis zum Herbst 1975 mit 202 Folgen lief. Den Sprung ins Fernsehen schaffte sie kurzzeitig in den 1960er-Jahren, als sie vom NDR produziert wurde. Die erste Folge wurde am 6. Juli 1961 ausgestrahlt; die letzte Folge lief in der ARD im Jahre 1963.

## Konzept
Die Einzelbeiträge der als Monatsmagazin angelegten Sendung, die sich vor allen Dingen durch ihren aktuellen Bezug auszeichneten, waren – ob musikalisch oder wortorientiert – am ehesten mit dem klassischen Nummern-Kabarett zu vergleichen.
Redakteur und Regisseur der Radio- und Fernsehsendungen war stets der Quizmaster Hans Rosenthal; er selbst bezeichnete sich stets als „Herausgeber“ der Rückblende. 
Für die ersten zwölf Folgen zeichnete Curth Flatow als Autor, später texteten Horst Pillau, Volker Ludwig und  Michael Alex. Auch Günter Neumann, Eckart Hachfeld, Jo Herbst, Dieter Hildebrandt, Klaus Peter Schreiner und Rolf Ulrich waren mit Einzelbeiträgen tätig. Sprecher und Interpreten waren unter anderem Hans Söhnker, Günter Pfitzmann, Jo Herbst, Günther Lüders, Hans Wiegner, Erich Fiedler und Sigrid Lagemann.
Ein bis heute bekanntes und noch verwendetes Zitat ist die Titelmelodie Die Rückblende von Olaf Bienert sowie das Lied Das sind Leute wie du und ich. Die Musik zu den literarischen Chansons schrieb zumeist Heinrich Riethmüller.
Die zunächst monatlichen Ausgaben der Rückblende waren Studioproduktionen. Später wurde der monatliche Rhythmus nicht mehr eingehalten, dafür wurden ab Folge 172 (15. Mai 1969) die Kabarettsendungen als öffentliche Veranstaltungen durchgeführt, und zwar zunächst aus dem Theater der Stachelschweine im Europa-Center in Berlin und dann aus dem Humboldtsaal der Urania und dem Ernst-Reuter-Saal in Berlin-Reinickendorf.
Das „Beste aus der Rückblende“ erschien in den 1960er-Jahren auch auf Schallplatte.